# 青山街道 (衡阳市)
青山街道，中华人民共和国湖南省衡阳市石鼓区下属的一个街道，位于衡阳市石鼓区中心部位。

## 建制沿革
- 1958年，属福星公社；
- 1988年，更名青山街道。

## 行政区划
青山街道下辖8个社区：
- 易赖街社区、牛角巷社区、十家村社区、下横街社区、西湖新村社区、西湖二村社区、向群路社区、西湖一村社区